# Chiharu Shiota
Chiharu Shiota (Osaka, 1972) is een Japanse visuele kunstenaar. Ze is bekend van diverse kunstperformances en kunstinstallaties. Ze exposeert haar kunst over de hele wereld. Grote bekendheid kreeg ze vanwege haar installatie tijdens de Biënnale van Venetië in 2015.

## Opleiding
Chiharu Shiota werd in 1972 geboren in Osaka. Op twintigjarige leeftijd begon ze met een studie schilderkunst in Kyoto. Geïnspireerd door het werk van Magdalena Abakanowicz verhuisde ze in 1996 naar Berlijn om te studeren, waar ze onder meer les kreeg van Marina Abramović. Voor haar performances bedekte ze zich met rubberen slangen met rode vloeistof om de verbinding met haar familie en thuisland te benadrukken. In haar eerste performance, Becoming Painting uit 1994, gebruikte ze haar eigen lichaam als schilderdoek.

## Installaties
Chiharu Shiota is vooral bekend om haar grote installaties, waarbij ze de museumruimte vult met een web van rode draden. In 1996 maakte ze met Return of consciousness haar eerste installatie waarmee ze de ruimte vulde met een enorm web. Zij beschrijft haar installaties zelf als tekeningen in de ruimte, waarbij ze de objecten in haar installaties met elkaar verbindt met draden. "Met de draden creëer ik een eindeloos schilderij, alsof ik teken in de lucht. Maar vergeleken met een schilderij op een canvas, kent dit soort schilderij geen limiet," zei Chiharu Shiota over haar werk. Het ontwerp van de installaties ligt aan het begin van het maken ervan vast, maar waar de draden elkaar raken en verknopen, ontstaat op het moment van werken. Voor het maken van de installaties werkt Chiharu Shiota samen met assistenten. De installaties worden na de tentoonstelling weggehaald en de draden worden weggegooid. Dat de werken verdwijnen benadrukt het belang van herinneringen in haar werk.
In 2015 maakte Chiharu Shiota de installatie The key in the hand in het Japan paviljoen op de Biënnale van Venetië. Hiermee verkreeg ze grote bekendheid; The Guardian noemde het een van de vijf beste tentoonstellingen van het jaar en het stond onder meer op de voorpagina van The New York Times. Ze exposeerde over de hele wereld, onder meer in het Smithsonian American Art Museum, het Kyoto Museum, De Koninklijke Musea voor Schone Kunsten van België, Grand Palais en het Mori Art Museum in Tokio.
Naast installaties maakte Chiharu Shiota ook decors voor diverse muziekstukken en opera's, onder meer voor een uitvoering van de opera Idomeneo in het Muziektheater Amsterdam.

## Werk (selectie)

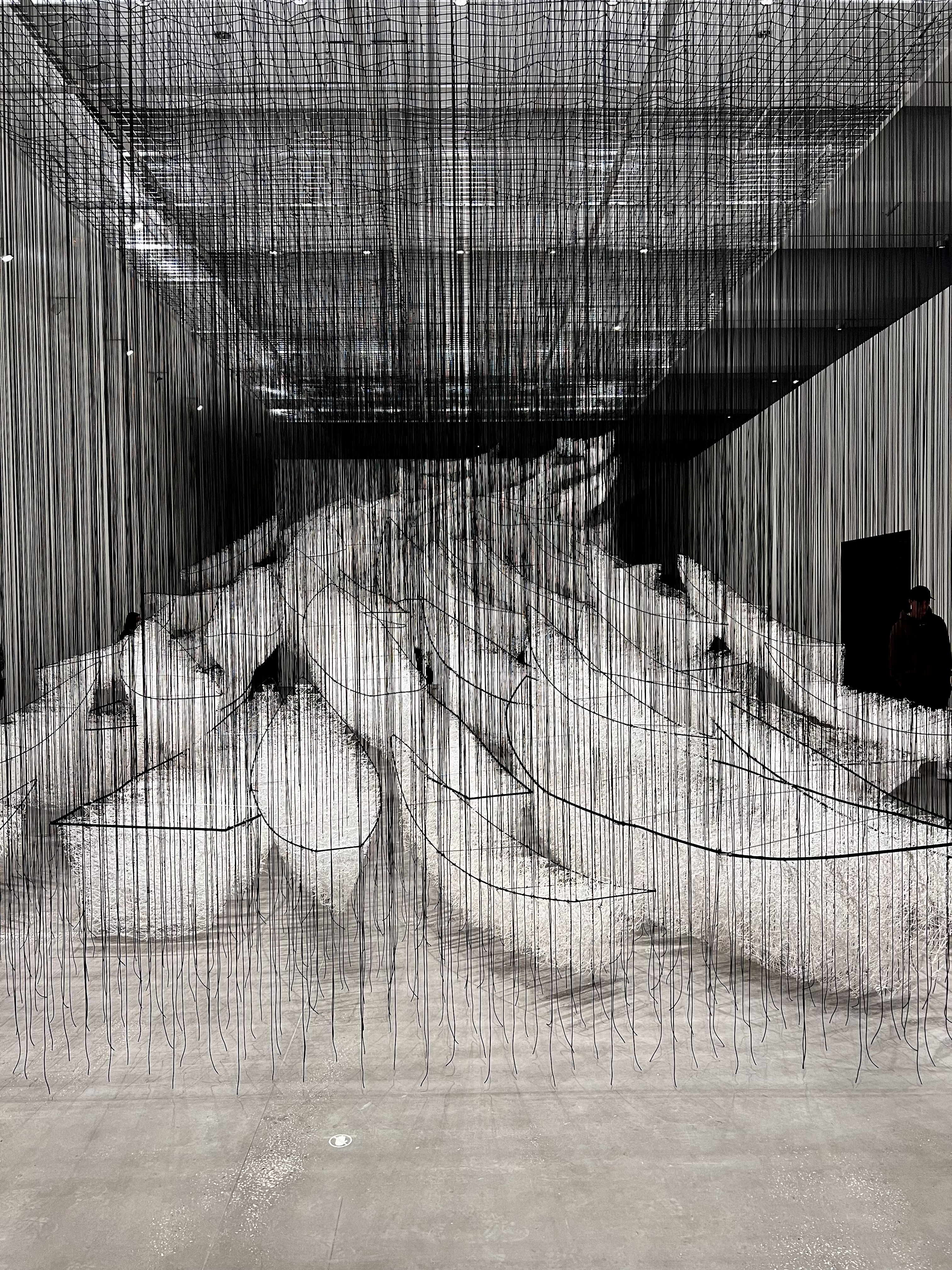
Chiharu Shiota’s 'Where are We Going?' op de tentoonstelling The Soul Trembles in GOMA Brisbane

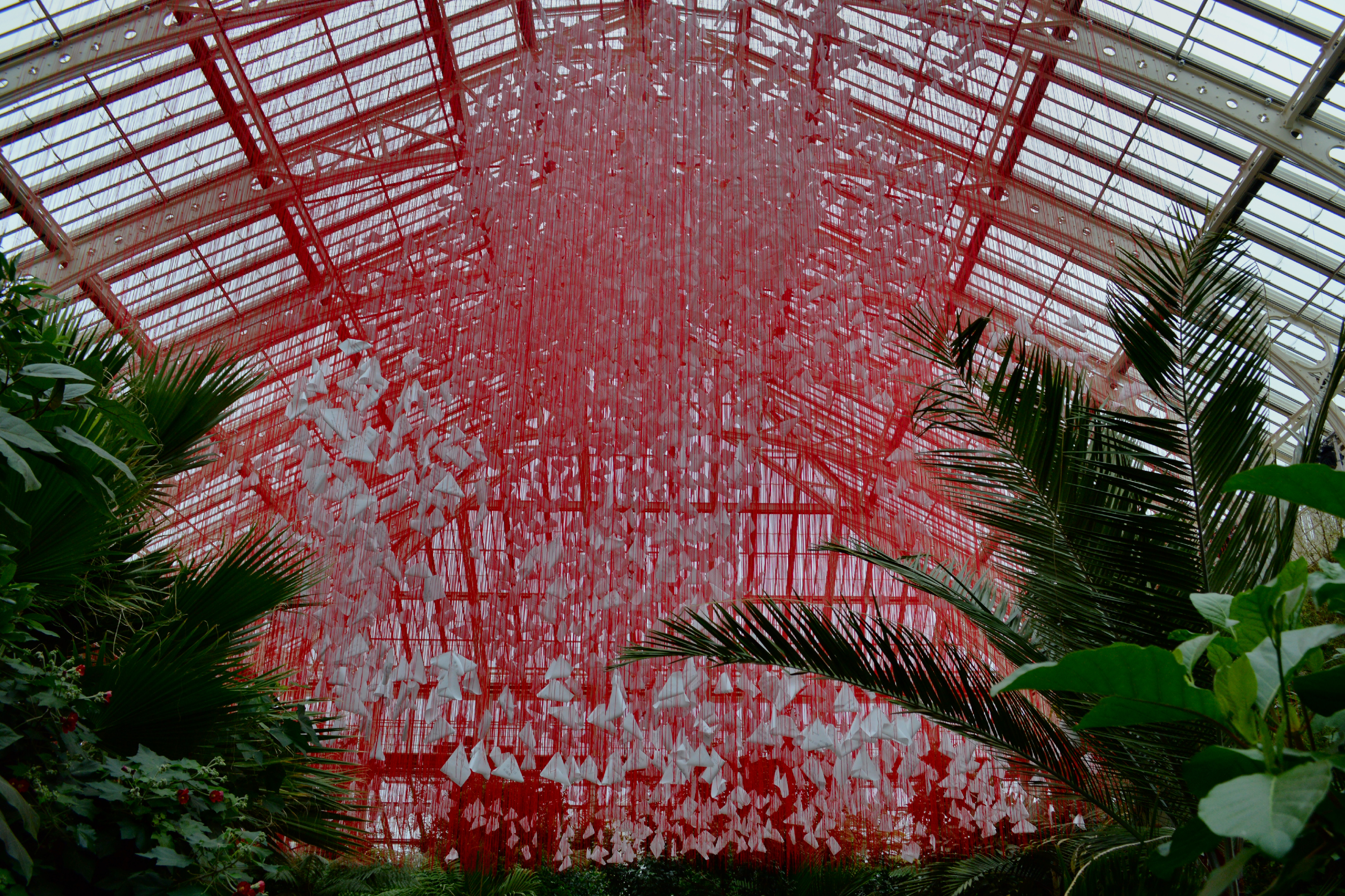
Kew Gardens. Temperate House, Japan Exhibition 2021, One Thousand Springs

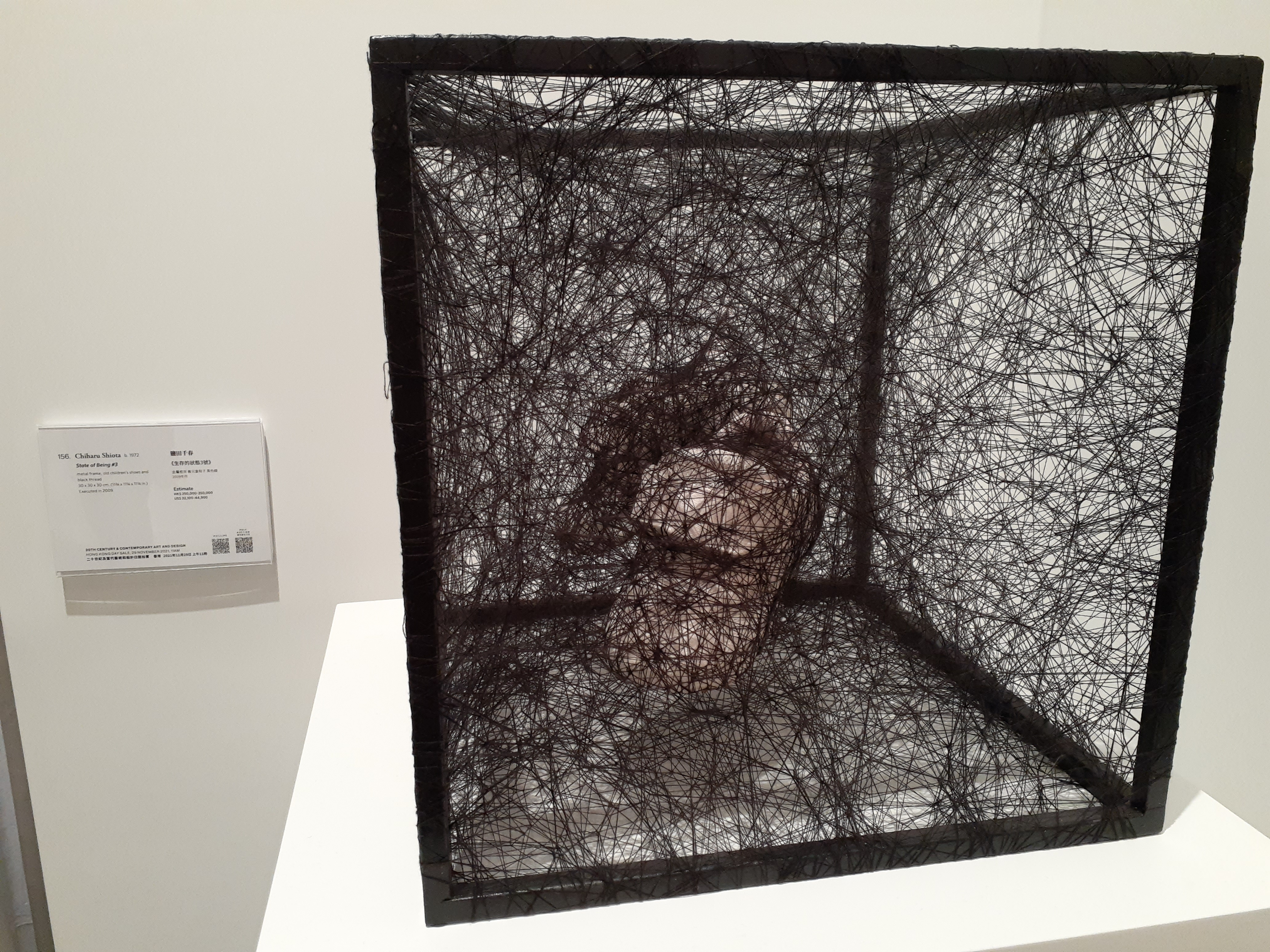
Chiharu Shiota - State of being #3 - JW Marriott Hotel November 2021

#### The Key in the Hand(2015, Venetië)
Voor de 56ste Biënnale van Venetië maakte Chiharu Shiota haar werk The Key in the Hand voor het Japanse paviljoen. Ze spande de ruimte vol met rode draden, die samen een web vormden. In de draden hingen sleutels in alle vormen en maten. Voor de installatie gebruikte ze 50.000 sleutels, gedoneerd door mensen over de hele wereld. De installatie vulde de hele ruimte.

#### Infinity lines(2017, Savannah)
In het museum van The College of Art and Design in Savannah, in de Amerikaanse staat Georgia, maakte Chiharu Shiota in 2017 de installatie Infinity lines. Hiervoor plaatste Shiota een aantal houten stoelen in de ruimte die ze verbond met rode draden.

#### Uncertain Journey(2017, Den Bosch)
Voor haar overzichtstentoonstelling in Het Noordbrabants Museum maakte Chiharu Shiota de installatie Uncertain Journey. Met tien assistenten werkte ze twaalf dagen aan het kunstwerk. In de tentoonstellingsruimte van ongeveer 130 m² werden met ongeveer 10.000 nietjes de draden van zo'n 2.000 bollen rode wol vastgezet.

#### Where are we going?(2017, Parijs)
Voor het warenhuis Le Bon Marché (op de Rive Gauche) maakte Chiharu Shiota een installatie van scheepsrompen die hingen aan witte draden.

#### I hope…(2021, Berlijn)
Voor de installatie I hope... in de König Galerie in Berlijn verbond Chiharu Shiota 10.000 brieven die mensen van over de hele wereld aan haar schreven over hoop, met rode draden. Tijdens de COVID-19-pandemie gaf ze mensen vellen rood papier waar ze hun hoop voor de toekomst op konden schrijven. Hiermee maakte ze dit kunstwerk door deze brieven met rode draden te verbinden. De draden werden niet verbond in een web, maar hingen van het plafond naar beneden.

#### Who am I Tomorrow?(2023, Dornbirn)
In Kunstraum Dornbirn in Dornbirn (Oostenrijk) maakte ze in 2023 de installatie Who am I tomorrow?. De tentoonstellingsruimte vulde Shiota met 5000 buizen met stromende rode vloeistof. Deze buizen verbeeldden het bloedvatenstelsel.

## Overzichtstentoonstellingen

#### Between the Lines(2017, Den Bosch)
De eerste overzichtstentoonstelling van Shiharu Shiota was Between de Lines in het Noord Brabants museum. 24 werken van haar werden vertoond, van 1994 tot 2017. Speciaal voor de tentoonstelling maakte Shiharu Shiota de installatie Uncertain Journey.

#### The soul Trembles(2019 tot 2025)
In het Mori Art Museum in Tokio werd in 2019 een grote overzichtstentoonstelling van haar werk georganiseerd, The soul trembles. Het was haar grootste solotentoonstelling tot dan toe, en toonde haar werk van de afgelopen 25 jaar, en naast haar installaties werden ook haar sculpturen en tekeningen werden geëxposeerd. Na de tentoonstelling in Tokio werd The soul trembles in verschillende andere musea over de wereld geëxposeerd, onder meer in Parijs, Brisbane en Shenzhen.

## Werk in openbare collecties
Werk van Chiharu Shiota is onder meer te zien in de Art Gallery of South Australia, het Fukuoka Asian Art Museum, Jupiter Museum of Art in Shenzhen, Kiasma in Helsinki, Le Bon Marché in Parijs (op de Rive Gauche), National Museum of Art in Osaka en National Museum of Modern Art in Tokyo.